# Citrate monosodique
Le citrate monosodique ou citrate biacide de sodium est un composé organique de formule NaC6H7O7. C'est le sel biacide de sodium de l'acide citrique. 
Il s'apparente au citrate disodique et au citrate trisodique.
Il peut être obtenu par la neutralisation partielle d'une solution aqueuse de bicarbonate ou de carbonate de sodium avec de l'acide citrique.
NaHCO3 + C6H8O7 → NaC6H7O7 + CO2 + H2O

## Utilisation
C'est un additif alimentaire, E331(i), qui peut être utilisé comme régulateur de l'acidité, séquestrant, émulsifiant ou stabilisant.
Le citrate monosodique est par ailleurs utilisé comme anticoagulant lors des dons de sang et comme alcalinisant dans la prévention des  calculs rénaux. 